# Lupinus condensiflorus
Lupinus condensiflorus är en ärtväxtart som beskrevs av Charles Piper Smith. Lupinus condensiflorus ingår i släktet lupiner, och familjen ärtväxter. Inga underarter finns listade i Catalogue of Life.